# Фројденберг (Горњи Палатинат)
Фројденберг (њем. Freudenberg) општина је у њемачкој савезној држави Баварска. Једно је од 27 општинских средишта округа Амберг-Зулцбах. Према процјени из 2010. у општини је живјело 4.204 становника. Посједује регионалну шифру (AGS) 9371122.

## Географски и демографски подаци
Фројденберг се налази у савезној држави Баварска у округу Амберг-Зулцбах. Општина се налази на надморској висини од 470 метара. Површина општине износи 82,0 km². У самом мјесту је, према процјени из 2010. године, живјело 4.204 становника. Просјечна густина становништва износи 51 становника/km².